# Borough of Erewash
Erewash är ett distrikt (motsvarande kommun) i grevskapet Derbyshire i England, Storbritannien. Distriktet har 113 080 invånare (2022).
De två största orterna är  Ilkeston och Long Eaton. Dessa orter saknar civil parishes, resten av distriktet är indelat i 14 civil parishes.